# Rivolta di Firmo
La rivolta di Firmo è stato un episodio di usurpazione verificatosi nell'Impero romano all'epoca del regno di Valentiniano I.

## Contesto storico

### I misfatti di Romano

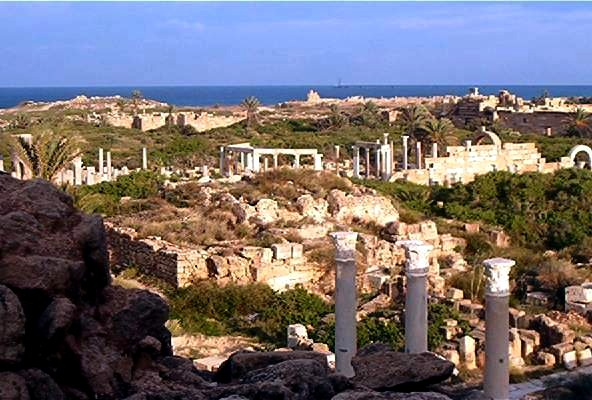
Veduta di Leptis Magna

Nel corso del breve regno di Gioviano e dei primi anni di regno di Valentiniano I, la Tripolitania fu colpita dalle incursioni degli Austuriani, una tribù di Barbari residenti nella zona di frontiera della provincia. Essi giustificarono i loro saccheggi con il proposito di vendicare un loro connazionale, di nome Stacao, condannato al rogo dai Romani per aver compiuto alcuni atti fuorilegge, tra cui il proposito di tradire la provincia. Fu così che, per vendicare il loro connazionale, a loro dire ingiustamente giustiziato dai Romani, gli Austuriani cominciarono a compiere incursioni già nel corso del breve regno di Gioviano. Temendo tuttavia di avvicinarsi a Leptis, che era una città prospera e molto popolata, ma soprattutto fortificata da mura molto resistenti, essi occuparono i distretti che la circondavano, che erano assai fertili, per tre giorni, uccidendo gli agricoltori o costringendoli a ripararsi nelle caverne. Bruciarono inoltre le provviste che non potevano trasportare, tornando nelle loro dimore carichi di molto bottino e prigionieri, tra cui il principale nobile di Leptis, un uomo di nome Silva, che avevano trovato insieme alla sua famiglia nella propria residenza.
La popolazione di Leptis, atterrita da tale disastro improvviso, implorarono la protezione del Comes Africae Romano, da poco promosso a comandante delle truppe comitatensi di stanza in Africa. Quando però questi giunse nella città alla testa dell'esercito e ricevette la loro richiesta di intervenire in loro soccorso contro i Barbari, egli affermò che non avrebbe agito se non fossero state fornite provviste e quattromila cammelli per le proprie truppe. A tale risposta i cittadini di Leptis rimasero stupefatti, replicando che dopo le devastazioni e le calamità a cui erano stati esposti appariva per loro impossibile soddisfare tali richieste. Dopo aver atteso quaranta giorni senza che le sue richieste fossero state soddisfatte, il Comes Romano si ritirò senza aver compiuto alcuna impresa contro il nemico.
La popolazione di Tripoli, intenzionata a protestare per il comportamento di Romano, il giorno della riunione successiva, assunse Severo e Flacciano come ambasciatori con il compito di recarsi alla corte di Valentiniano I e consegnargli alcune raffigurazioni dorate della vittoria per celebrare la propria ascesa al trono, e per riferire del miserabile stato della provincia. Quando Romano ne venne a conoscenza, egli inviò un cavaliere come messaggero al magister officiorum, Remigio, suo parente, chiedendogli di assicurarsi che, per decisione dell'Imperatore, ogni indagine sulla questione fosse affidata al deputato e a lui stesso. Gli ambasciatori giunsero pertanto alla corte imperiale e, avendo ottenuto l'udienza con l'Imperatore, essi gli riferirono dello stato miserabile della provincia, presentandogli un decreto del loro concilio il quale riferiva un ampio resoconto dei fatti. Quando l'Imperatore lo lesse, non si fidò né del rapporto del magister officiorum, il quale difendeva l'operato del Comes Africae Romano, né dell'esposto della popolazione di Tripoli; ma promise un'accurata indagine sulla questione, la quale tuttavia andò incontro a ritardi e altre problematiche.
Nel frattempo i cittadini di Tripoli vennero di nuovo attaccati dagli Austuriani, incoraggiati dai loro precedenti successi: essi devastarono gli interi territori di Leptis e di Oea, portando rovina e desolazione dovunque essi saccheggiassero, e ritirandosi con un enorme bottino, dopo aver ucciso molti degli ufficiali, tra cui Rusticiano, uno dei sacerdoti, e Nicasio, l'edile. Quest'invasione non fu respinta per il fatto, che all'entrata degli ambasciatori, la conduzione degli affari militari, affidata in un primo momento al praeses Ruricio, era stata successivamente trasferita al Comes Africae Romano. Quando un messaggero fu inviato in Gallia riferendo del disastro all'Imperatore, quest'ultimo, adiratosi alla notizia, decise di inviare il suo segretario Palladio nella provincia per liquidare la paga ai soldati sparsi per l'Africa. Palladio, che deteneva anche il rango di tribuno, si preoccupò altresì di esaminare tutto ciò che era avvenuto in precedenza a Tripoli, essendo un ufficiale che godeva della fiducia di Valentiniano I.
Nel frattempo gli Austuriani, incoraggiati dai successi precedenti, proseguirono i loro saccheggi, impadronendosi di un ampio bottino e facendo prigioniero di un cittadino di nome Micone, che fu riconsegnato agli abitanti della città dietro riscatto; Micone comunque perì due giorni dopo. Questi avvenimenti incoraggiarono la pertinacia degli invasori, che giunsero persino ad assaltare le mura di Leptis, che fu invano assediata per otto giorni; disperando di poterla espugnare, alla fine gli assedianti levarono l'assedio e ritornarono nella loro patria. In conseguenza di questi avvenimenti, i cittadini, ancora dubbiosi della loro sicurezza, prima ancora del ritorno degli ambasciatori che avevano inviato in precedenza, inviarono Giovino e Pancrazio per esporre all'Imperatore un resoconto fedele delle loro sofferenze: questi inviati incontrarono i precedenti ambasciatori, Severo e Flacciano, a Cartagine; procedendo il viaggio, arrivarono alla corte di Treviri.
Quando poi Palladio arrivò in Africa, Romano, che era a conoscenza che il segretario di Valentiniano I era venuto ad indagare sulla questione, inviò ordini agli ufficiali dell'esercito di pagarlo con la parte principale del soldo per i soldati che aveva portato con sé, ed essi obbedirono; con questa mossa Romano sperava di poter ricattare Palladio, consapevole che questi era una persona di grande influenza, essendo la persona più prossimamente connessa ai principali ufficiali del palazzo. E così, essendosi improvvisamente arricchito, Palladio raggiunse Tripoli e portò con sé nei distretti devastati Erectio e Aristomene, due cittadini di grande eloquenza e reputazione, che gli esposero tutte le sofferenze patite dai loro concittadini e dalle popolazioni dei distretti limitrofi. Dopo essersi accertato della lamentevole desolazione della provincia, si recò da Romano, rimproverandolo per la sua inazione e minacciando di riferire all'Imperatore un accurato resoconto dei fatti. Romano replicò ricattando Palladio a sua volta: gli riferì che in tal caso avrebbe riferito di come Palladio, che aveva una reputazione di segretario incorruttibile, si fosse impadronito del denaro che era stato inviato come donazione ai soldati. Ricattato da Romano, e non intendendo rovinare la propria reputazione e perdere il favore dell'Imperatore, Palladio, ritornato a corte, riferì a Valentiniano I atroci falsità, affermando che i cittadini di Tripoli si lamentassero senza ragione.
Pertanto egli fu inviato in Africa per la seconda volta con Giovino, l'ultimo di tutti gli ambasciatori, in quanto Pancrazio era deceduto a Treviri, per indagare sui fatti connessi con la seconda ambasceria. Inoltre l'Imperatore diede ordine che Erectio e Aristomene fossero condannati al taglio della lingua, in quanto Palladio aveva riferito che costoro si fossero resi rei di alcune affermazioni offensive. Il segretario e il deputato giunsero a Tripoli. Romano inviò uno dei suoi sottoposti insieme a Cecilio, il suo assessore e nativo della provincia, per corrompere la popolazione, spingendola ad accusare Giovino di aver riferito falsità all'Imperatore; le minacce contro Giovino si rivelarono talmente gravi da costringerlo a confessare di aver mentito. Quando Valentiniano I fu informato dell'esito della seconda inchiesta, egli ordinò l'esecuzione di Giovino in quanto reo di falsità, insieme ad altre persone, accusate di complicità; inoltre ordinò che il praeses Ruricio fosse giustiziato con l'accusa di falsità, con l'aggravante che il suo resoconto conteneva alcune espressioni violente e intemperate. Ruricio fu giustiziato a Sitifis, mentre il resto degli accusati furono condannati a Utica per sentenza del vicario Crescenzo. Ma prima dell'esecuzione degli ambasciatori, Flacciano, mentre era esaminato dal vicario e dal comes, fu assalito dai soldati inferociti, e per poco non fu ucciso: lo accusarono di aver rifiutato di fornire i mezzi necessari per poter intraprendere una qualsiasi spedizione, impedendo così la difesa della popolazione di Tripoli. Con tale accusa fu gettato in prigione, in attesa della sentenza dell'Imperatore; ma riuscì a evadere e a trovare riparo a Roma, dove si nascose per qualche tempo, fino al suo decesso. In conseguenza di questa memorabile catastrofe, gli abitanti di Tripoli non osarono più inviare ambascerie all'Imperatore, temendo che così avrebbero soltanto peggiorato le cose. Tempo dopo Palladio, essendo stato congedato dal servizio, si ritirò a vita privata.
Il Conte Teodosio giunse dunque in Africa per reprimere l'usurpazione di Firmo e, come gli era stato ordinato, indagò sull'operato di Romano, trovò tra le sue carte, una lettera compromettente di una certa persona di nome Meterio indirizzata a Romano, che svelava che Palladio, ricattato da Romano, aveva riportato falsità all'Imperatore, in modo da salvare Romano dalla punizione. Quando la lettera fu inviata alla corte di Valentiniano I e letta, Meterio fu arrestato per ordine di Valentiniano, e confessò che la lettera fu effettivamente opera sua. Palladio ricevette quindi l'ordine di presentarsi per essere giudicato, ma si suicidò approfittando dell'assenza delle guardie, che stavano trascorrendo l'intera notte in chiesa in un giorno festivo della religione cristiana. Nel frattempo, Erectio e Aristomene, che si erano nascosti quando avevano appreso che erano stati condannati al taglio della lingua, sentendosi sicuri ora che la verità era emersa, si recarono a corte. Graziano, successore di Valentiniano I, avendo ottenuto informazioni attendibili sull'abominevole tradimento, li inviò a processo al proconsole Esperio e al deputato Flaviano; questi ufficiali, dopo aver sottoposto Cecilio a tortura, ottennero da lui una completa confessione di aver spinto la popolazione a lanciare false accuse contro gli ambasciatori. Romano nel frattempo si recò a corte, portando con sé Cecilio, con l'intento di accusare i giudici di pregiudizi in favore della provincia; ed, essendo stato graziosamente ricevuto da Merobaude, richiese che fossero chiamati più testimoni. E quando questi testimoni giunsero a Milano, e mostrarono prove apparentemente corrette, ma in realtà false, che essi erano stati falsamente accusati, essi vennero assolti, e ritornarono a casa, mentre Remigio già qualche tempo prima, quando regnava ancora Valentiniano I, dopo essersi ritirato a vita privata, si era suicidato.

### Causa prossima della rivolta
Nubel, il più potente capo delle numerose tribù maure, perì, lasciando alcuni figli, alcuni legittimi, altri figli di concubine, dei quali Zamma, che godeva del favore del Comes Africae Romano, fu ucciso dal fratello Firmo. Questa uccisione portò a discordia civile e generò delle guerre, in quanto Romano, essendo assolutamente intenzionato a vendicare la sua uccisione, cominciò a diffamare Firmo inviando continui dispacci all'Imperatore, i quali contenevano molte affermazioni diffamatorie riguardanti Firmo, la cui credibilità fu rinforzata dall'atteggiamento dei cortigiani, che facevano di tutto affinché le missive fossero lette dall'Imperatore. Firmo tentò di difendersi dalle accuse diffamatorie di Romano, tentando di far arrivare a corte, tramite l'assistenza dei suoi amici, dei documenti a sua difesa, ma fu ostacolato dagli intrighi del magister officiorum Remigio, il quale, essendo amico di Romano, fece di tutto pur di non farli leggere all'Imperatore, sostenendo che quest'ultimo aveva altri affari più importanti e asserendo che i documenti che Firmo intendeva far leggere all'Imperatore non avessero alcuna importanza e fossero superflui, e che non sarebbero stati letti fino a quando l'opportunità non si fosse presentata. Tuttavia, quando Firmo percepì che questi intrighi gli impedivano di difendersi in modo opportuno, temendo di essere condannato all'esecuzione, si rivoltò all'Imperatore, e cominciò a devastare il territorio romano cercando il sostegno delle truppe ausiliarie e delle popolazioni di Mauri.

## Rivolta
Per impedire al ribelle Firmo, di acquisire eccessiva potenza, Teodosio, il comandante della cavalleria, fu inviato con un piccolo corpo delle guardie imperiali per vincerlo una volta per tutte. Teodosio, partendo da Arelate, e avendo attraversato il mare con la flotta sotto il suo comando così rapidamente che nessuna notizia del suo avvicinamento poteva precedere il suo arrivo, raggiunse la costa della Mauritania Sitifense; quella porzione della costa era chiamata, dai nativi, Igiltanum. Qui, incontrò Romano, e, rivolgendosi con lui con gentilezza, lo inviò a organizzare le stazioni e gli avamposti, senza rimproverarlo per le sue negligenze. Passando per l'altra provincia, la Mauritania Cesarense, inviò Gildone, fratello di Firmo e Massimo, ad arrestare Vincenzo, il deputato di Romano. Non appena giunsero i soldati, il cui arrivo era stato ritardato dalla lunghezza del viaggio via mare, si diresse a Sitifis, dando ordine alle sue guardie di mantenere Romano e i suoi attendenti sotto sorveglianza. Rimase nella città per qualche tempo, pieno di imbarazzo e di ansia, avendo diversi piani in mente; doveva decidere quale fosse la tattica migliore da impiegare contro un nemico sempre in allerta e che compariva quando meno se lo si aspettava, e che faceva affidamento più su attacchi a sorpresa e imboscate che su scontri in campo aperto.
Quando Firmo fu informato dell'arrivo di Teodosio e della sua armata, dapprima tramite resoconti vaghi, e in seguito con informazioni accurate, costui, disperando di poter vincere un generale che aveva conseguito così tanti successi in passato, gli inviò inviati e lettere, confessando tutti gli atti commessi, e implorando perdono, asserendo che se si era rivoltato non era perché lo desiderasse, ma perché era stato condotto a farlo dall'ingiusto trattamento che gli era stato riservato per gli intrighi di Romano. Quando queste lettere vennero lette da Teodosio, il generale romano accettò gli ostaggi e promise la pace; Teodosio procedette poi alla stazione Panchariana, per visionare le legioni a cui era stata affidata la difesa dell'Africa, e a cui era stato ordinato di assembrarsi per incontrarsi in quel luogo. Quivi incoraggiò le truppe con un discorso, facendo poi ritorno a Sitifis, dopo aver rinforzato le truppe a sua disposizione con alcuni soldati nativi; e, non intendendo perdere tempo prezioso, si affrettò a ritornare nel proprio accampamento. Provvedette ad accattivarsi il favore della popolazione locale con l'ordine che vietava all'esercito di requisire rifornimenti dagli abitanti della provincia, asserendo che i granai del nemico erano i magazzini dei valorosi soldati romani.
Avendo sistemato queste questioni in un modo che generò grande gioia nei proprietari terrieri, avanzò a Tubusuptum, una città nei pressi del Monte Ferrato, dove respinse una seconda ambasceria di Firmo, perché non aveva portato con sé gli ostaggi, come era previsto. Da quel luogo, avendo esaminato accuratamente le mosse successive da intraprendere, procedette con rapide marce, nei territori dei Tindenensi e dei Massisensi, tribù armate alla leggera, sotto il comando di due dei fratelli di Firmo, tra cui spiccava Mascizel. Quando il nemico, rapido nei suoi movimenti, apparve, dopo una fiera schermaglia con un lancio rapido e reciproco di armi a lunga gittata, entrambi gli eserciti si scontrarono in una battaglia furiosa che fu vinta dall'esercito di Teodosio, che ne approfittò per devastare il territorio invaso. Fu rasa al suolo in particolare la fattoria di Petra, che era stata originariamente costruita da uno dei fratelli di Firmo, Salmace, suo proprietario, e che assomigliava molto a una città. Incoraggiato dal successo, Teodosio marciò a grossa velocità verso la città di Lamfortcense, situata nei territori delle tribù già menzionate, che occupò; qui fece accumulare immense quantità di provviste, in modo che, se, nella sua avanzata verso i distretti interni, dovesse fronteggiare carenza di rifornimenti, li potesse ricevere da quella città, che non si trovava molto distante dai territori invasi. Nel frattempo Mascizel, avendo rinforzato le sue truppe con ausiliari inviati dalle tribù sulle frontiere, si avventurò in una battaglia in campo aperto con l'esercito romano, subendo però una netta sconfitta: il suo esercito venne mandato in rotta, e una grande porzione dei suoi soldati vennero uccisi, mentre egli stesso riuscì a stento a salvarsi grazie alla celerità del suo cavallo.
Firmo, indebolito dalle perdite subite in due battaglie consecutive, entrambe perse, essendo in grande perplessità, decise di non lasciare espediente non provato: pertanto, inviò alcuni preti cristiani con gli ostaggi, come ambasciatori per implorare la pace. Essi vennero ricevuti con cortesia, e avendo promesso provviste di cibo per i soldati romani, come era stato loro commissionato, essi portarono indietro una risposta propizia. Allora, inviando davanti a lui un dono, Firmo stesso marciò con confidenza per andare incontro al generale romano, montando su un cavallo adatto per ogni emergenza. Quando si avvicinò a Teodosio, scendendo da cavallo e prostrandosi di fronte a lui piangendo, deplorò la propria imperizia, e implorò perdono e pace. Teodosio lo rassicurò e Firmo mantenne la promessa di rifornire l'esercito con provviste in abbondanza; e, avendo lasciato alcuni dei suoi parenti come ostaggi, partì in modo da restituire quei prigionieri che aveva preso come ostaggi all'inizio della rivolta. Due giorni dopo restituì la città di Icosio, le insegne militari, la corona del sacerdote, e tutte le altre cose di cui si era impadronito, come gli era stato comandato di fare.
Lasciato questo luogo, Teodosio, avanzando con lunghe marce, raggiunse Tiposa, dove diede risposta agli inviati dei Mazici, che si erano alleati con Firmo, e ora con tono supplicante imploravano il perdono, replicando loro che avrebbe marciato contro di loro in quanto perfidi nemici. Dopo aver ordinato loro di ritornare nel loro paese, Teodosio procedette a Cesarea. Quando la raggiunse, trovandola in stato pietoso a causa delle devastazioni provocate dalle recenti guerre, ordinò alla prima e alla seconda legione di stazionare in questa città per qualche tempo, per riportare la città al suo primiero stato e prevenire un nuovo attacco dei barbari alla città. Quando arrivarono accurate informazioni di questi avvenimenti, gli ufficiali della provincia e il tribuno Vincenzo, uscendo dai loro nascondigli, vennero incontro al generale, che li ricevette con gioia.
Mentre si trovava ancora a Cesarea, Teodosio scoprì che Firmo, mentre fingeva ancora di essere un alleato e un supplicante, stava segretamente pianificando un attacco improvviso all'esercito romano approfittando del fatto che fosse impreparato a tale pericolo. A tale scoperta, lasciò Cesarea, e si recò nella città di Sugabarittanum, che si trovava ai piedi del Monte Transcellense. Qui trovò la cavalleria della quarta coorte di arcieri, che si erano rivoltati, e li degradò tutti alla più bassa classe del servizio militare, oltre ad ordinare loro, e a una porzione della fanteria della legione costanziana, di recarsi a Tigaviae con i loro tribuni, uno dei quali era l'uomo che si era reso reo di aver collocato una sorta di diadema sulla testa di Firmo. Nel frattempo, Gildone e Massimo tornarono, portando con se Bellene, uno dei principi dei Mazici, e Fericio, prefetto di quella nazione, entrambi dei quali avevano sposato la fazione dell'usurpatore, e che furono condotti in catene. Teodosio, presentandosi di fronte ai due prigionieri, chiese all'esercito quale punizione dovesse spettare a questi nefandi traditori e l'esercito deliberò che dovessero essere giustiziati; Teodosio però fu più clemente, condannando gli ufficiali degli arcieri che avevano tradito l'esercito al taglio delle mani, mentre condannò all'esecuzione il resto. Oltre a Bellene e Fericio, anche Curandio, tribuno degli arcieri, fu condannato alla pena capitale, in quanto era sempre tra gli ultimi a scontrarsi con il nemico, e non aveva mai esortato i suoi uomini al combattimento.
Lasciata Sugabarri, Teodosio giunse in una città chiamata Gallonatis, circondata da forti mura, e luogo sicuro dove rifugiarsi per i Mauri, e la distrusse, dopo aver massacrato tutti gli abitanti, radendo al suolo le mura. Avanzò poi lungo i piedi del Monte Anconario fino alla fortezza di Tingetanum, dove i Mazici erano tutti radunati in un unico schieramento, e li attaccò. La battaglia procedette per qualche tempo vigorosamente da ambedue gli schieramenti, fino a quando i Mazici, nonostante fosse una tribù fiera e bellicosa, incapaci di reggere il confronto con il superiore esercito romano, dopo aver subito pesanti perdite, fuggirono in ogni direzione colti da un vergognoso panico; e molti di quelli che fuggirono furono poi raggiunti e uccisi in gran numero, con l'unica eccezione costituita da coloro i quali, con le loro umili suppliche, ottennero il perdono e furono generosamente risparmiati.
Il successore di Romano fu inviato in Mauritania Sitifense per stabilire altre guarnigioni necessarie per prevenire incursioni in quella provincia; ed egli stesso, esaltato dai suoi recenti risultati, marciò contro la nazione dei Musoni che si era unita a Firmo, appoggiandolo. Si imbatté, nei pressi della città municipale di Adda, in diverse tribù, che, pur differenziandosi tra loro nei costumi e nella lingua, avevano tutte un obiettivo comune, rivoltarsi ai Romani, incoraggiati dall'ardore di ottenere le ricompense promesse dalla sorella di Firmo, Ciria, che essendo molto ricca, era determinata a fare di tutto per aiutare suo fratello. Pertanto Teodosio, temendo di finire coinvolto in una guerra in cui le sue armate erano in inferiorità numerica, e temendo che, con soli tremilacinquecento soldati a disposizione, se avesse affrontato il nemico, avrebbe corso il rischio concreto di perdere la sua intera armata, dopo aver a lungo esitato se vergognosamente ritirarsi o combattere coraggiosamente, fu alla fine costretto dalla superiorità numerica soverchiante dei barbari a ritirarsi in ogni modo. I Barbari, incoraggiati dalla ritirata di Teodosio, lo inseguirono con grande ostinazione. Alla fine Teodosio, costretto dalla necessità a combattere, si trovò in forti difficoltà e avrebbe perso tutta la sua armata e la sua stessa vita, se queste tumultuose tribù non avessero temuto, nel momento in cui videro un reggimento di ausiliari mazici, con alcuni soldati romani al suo seguito, che una numerosa divisione stesse avanzando per caricarli, al che fuggirono, aprendo ai soldati romani, che fino in quel momento erano completamente circondati, una via di fuga, da cui poterono fuggire. Teodosio riuscì pertanto a condurre il proprio esercito al sicuro, e quando raggiunse la città di Mazucanum, trovò quivi numerosi disertori, alcuni dei quali condannò al rogo, altri li mutilò.
Nel febbraio 374 raggiunse poi Tipata: qui rimase per qualche tempo a deliberare, temporeggiando, sull'esempio di Quinto Fabio Massimo il temporeggiatore. Inviò quindi inviati, particolarmente talentuosi nell'arte della persuasione, nelle tribù limitrofe, i Basurae, i Cautariani, gli Anastomati, i Cafavi, i Davari, e altre popolazioni nelle vicinanze, tentando di comprare la loro alleanza, o con doni, o con minacce, o con promesse di perdono per violenze passate. Firmo, temendo la distruzione immediata, nonostante fosse rinforzato da un consistente corpo di truppe, abbandonò l'esercito che aveva raccolto con grande dispendio di denaro, e di notte fuggì sui Monti Caprari, che erano a grande distanza e pressoché inaccessibili. Dopo la sua fuga, il suo esercito si disperse, disgregandosi in piccoli distaccamenti senza comandante, e ciò fornì ai soldati romani l'opportunità di attaccare il loro accampamento, che fu saccheggiato. Dopo aver ucciso o fatto prigionieri i soldati dell'accampamento nemico, e dopo aver devastato la maggior parte del territorio ribelle, Teodosio assunse uomini di provata fedeltà come prefetti delle differenti tribù che aveva ricondotto all'obbedienza. Firmo fu gettato in costernazione per l'inaspettata audacia dell'inseguimento di Teodosio, e, mentre fuggiva con una scorta di soli pochi servi, temendo di non riuscire ad assicurarsi la salvezza se non con movimenti più rapidi, decise di sbarazzarsi di tutto il bagaglio di valore che aveva con sé, in modo che non intralciasse la sua fuga.
Nel frattempo, Teodosio, dopo aver rinfrescato le proprie truppe con l'arrivo di provviste di qualità migliore, e dopo averle gratificate con la distribuzione del soldo, sconfisse le tribù ribelli dei Capraciensi e degli Abanni, in alcuni piccoli scontri di nessuna rilevanza. Dopo essere ulteriormente avanzato, all'apprendere che i Barbari avessero già occupato le colline, che erano pressoché inaccessibili a tutti tranne i nativi con conoscenza notevole dell'intero luogo, decise prudentemente di ritirarsi, dando al nemico tramite una tregua, seppur breve, l'opportunità di ricevere importanti rinforzi dagli Etiopi limitrofi. Avendo radunato tutte le loro forze unite, esse si lanciarono in battaglia con urla minacciose, costringendo Teodosio a ritirarsi, pieno di costernazione per l'apparentemente innumerevole numerosità del loro esercito; ma ben presto il coraggio dei suoi uomini riprese forza, ed egli ritornò, portando con se numerose provviste, e con le sue truppe a formare una densa colonna, e con il suo esercito affrontò il nemico in uno scontro aperto. Ebbe successo nello scontro, e riuscì persino a recuperare i prigionieri che Firmo aveva rinchiuso nella città di Contensis; punì inoltre severamente i traditori tra i prigionieri, oltre alle guardie di Firmo. Quando Teodosio ricevette la notizia dai suoi esploratori che Firmo era fuggito presso la tribù dei Isaflensi, entrò nel loro territorio richiedendo che gli fosse consegnato, insieme al fratello Mazuca e il resto dei suoi parenti; e al rifiuto di quella richiesta, egli dichiarò guerra a quella nazione. Dopo una fiera battaglia, nonostante lo straordinario coraggio e valore mostrato dai barbari, l'esercito dei Isaflensi fu circondato dall'esercito di Teodosio e annientato; Firmo, dopo aver combattuto con valore esponendosi a pericolo imminente nella battaglia, disperando della propria salvezza, fuggì con il suo cavallo, addestrato a percorrere a gran velocità anche i territori più impervii. Suo fratello fu fatto prigioniero, e perì poco tempo dopo a Cesarea.
Teodosio procedette quindi verso l'entroterra, e con grande risoluzione attaccò la tribù dei Giubileni, ai quali aveva udito che Nubel, padre di Firmo, apparteneva; ma si trovò in difficoltà nel percorrere i percorsi insidiosi di montagna, esponendosi al pericolo di imboscata; e, anche se riuscì a respingere dei primi attacchi, temendo il rischio di imboscate, preferì ritirarsi, e condurre la propria armata in sicurezza presso una fortezza nota come Audiense, dove i Giesalensi, una tribù bellicosa, si sottomisero, promettendogli volontariamente di fornirgli rifornimenti e provviste. Teodosio, dopo aver fatto sosta per qualche tempo nella fortezza di Medianum, progettò diversi piani con cui ottenere la consegna di Firmo.
Nel frattempo, scoprì che Firmo si era rifugiato di nuovo presso gli Isaflensi; non appena lo seppe, senza indugio, marciò contro di loro il più celermente possibile. Il loro re, Igmazen, uomo di grande reputazione in quel paese e possessore di ricchezze straordinarie, avanzò con audacia per incontrarsi con lui, chiedendogli a quale nazione appartenesse, e per quale motivo si fosse spinto nei loro territori; Teodosio rispose di essere un luogotenente di Valentiniano I, “il signore del mondo intero”, e di essere stato inviato “per distruggere un predone assassino”; e, che a meno che non glielo avesse consegnato, come aveva comandato l'Imperatore, anche lui, e la nazione di cui era re, sarebbe stato distrutto. Di fronte alla risposta di Teodosio, Igmazen replicò rivolgendo epiteti insultanti a Teodosio, e ritirandosi pieno di rabbia e di indignazione. La mattina successiva le due armate avanzarono per scontrarsi in battaglia; all'incirca ventimila barbari costituivano l'avanguardia del loro esercito, con riserve molto consistenti poste più indietro, con l'intenzione di farle avanzare gradualmente, per attaccare i battaglioni romani approfittando della loro notevole superiorità numerica. Erano inoltre supportati anche da un consistente numero di ausiliari della tribù gesaleniana, che pure in passato aveva promesso rinforzi e rifornimenti all'armata di Teodosio. L'esercito romano, anche se era inferiore in numero, era superiore tatticamente, ed era costituito da dense colonne di soldati, che unendo i loro scudi insieme, formavano una testuggine; e la battaglia si protrasse per l'intera giornata. A un certo punto Firmo montò su un cavallo alto, cercando di attirare l'attenzione dei suoi soldati, eccitandoli contro Teodosio, definendolo un uomo feroce e crudele, e affermando che vincerlo era l'unico modo per liberarsi della sua tirannia. Questo discorso spinse alcuni soldati a combattere con più vigore di prima, mentre sedusse altri a disertare i ranghi dell'esercito di Teodosio. Giunta la notte, Teodosio ritornò nella fortezza di Duodia, e, avendo riconosciuto quei soldati che erano stati persuasi dal timore e dal discorso di Firmo a lasciare la lotta, li fece punire severamente, alcuni tagliando loro la mano destra, altri condannandoli al rogo. E, sempre stando all'erta per ogni evenienza, riuscì anche a sventare un attacco notturno al proprio accampamento tentato da una divisione dei barbari, facendo alcuni prigionieri.
Partendo da quel luogo, fece una marcia forzata per attaccare i Giesalensiani, per punirli per aver violato i patti di alleanza, fornendo soldati al nemico. Dopo aver devastato il loro territorio, passò attraverso le città della Mauritania Cesariense, e fece ritorno a Sitifis, dove fece torturare Castore e Martiniano, complici di Romano nei suoi misfatti, e li condannò poi al rogo.
Dopo aver preso questi provvedimenti, rinnovò la guerra con gli Isaflensi; e nel primo conflitto, dopo che i barbari furono mandati in rotta con pesanti perdite, il loro re Igmazen, che fino in quel momento era sempre stato vittorioso, agitato dai timori di una disfatta, e temendo che se avesse continuato a resistere tutti i suoi alleati sarebbero stati distrutti, e che avrebbe perso il regno e la vita, fuggì egli stesso dal campo di battaglia; e, raggiungendo Teodosio, si rivolse a lui in maniera supplicante, implorandogli di far venire presso di lui Masilla, il principale magistrato dei Mazici. Quando fu accontentato, egli usò Masilla come suo agente per consigliare il generale che se intendeva farsi consegnare Firmo avrebbe dovuto incutere con incessanti combattimenti a incutere terrore ai partigiani di Firmo, per spingerlo ad abbandonarlo. Teodosio adottò questo consiglio e con una serie di battaglie ottenne la sottomissione degli Isaflensi, mentre Firmo fuggiva ancora una volta segretamente, nascondendosi per parecchio tempo, fino a quando, mentre stava deliberando di fuggire di nuovo, fu catturato da Igmazen, e imprigionato.
Avendo scoperto da Masilla che erano intenzionati a consegnarlo a Teodosio, Firmo decise di suicidarsi; e, avendo notato che i suoi sorveglianti stavano dormendo profondamente, ne approfittò per impiccarsi, sfuggendo così alle sofferenze protratte delle torture che avrebbe dovuto subire. Igmazen si adirò perché si sentiva derubato della propria gloria, perché non aveva ottenuto l'onore di condurre il ribelle vivo nell'accampamento romano; collocò il corpo di Firmo su un cammello, e lo trasportò all'accampamento dell'esercito romano, nei pressi della fortezza di Subicara, dove lo consegnò a Teodosio, che esultò. Teodosio ritornò a Sitifis in trionfo, acclamato per i suoi trionfi da gente di ogni età e rango.